# Saint-Junien-la-Bregère
Saint-Junien-la-Bregère – miejscowość i gmina we Francji, w regionie Nowa Akwitania, w departamencie Creuse.
Według danych na rok 1990 gminę zamieszkiwały 193 osoby, a gęstość zaludnienia wynosiła 8 osób/km² (wśród 747 gmin Limousin Saint-Junien-la-Bregère plasuje się na 438. miejscu pod względem liczby ludności, natomiast pod względem powierzchni na miejscu 263.).